# Порт-Блер
Порт-Блер (англ. Port Blair Вимоваⓘ гінді पोर्ट ब्लेयर) — місто в Індії, на острові Південний Андаман. Столиця та найбільший населений пункт союзної території Андаманські та Нікобарські острови.

## Клімат
Місто знаходиться у зоні тропічних мусонів. Найтепліший місяць — квітень з середньою температурою 28.6 °C (83.5 °F). Найхолодніший місяць — січень, з середньою температурою 26.3 °С (9.3 °F).
| Клімат Порт-Блера       | Клімат Порт-Блера | Клімат Порт-Блера | Клімат Порт-Блера | Клімат Порт-Блера | Клімат Порт-Блера | Клімат Порт-Блера | Клімат Порт-Блера | Клімат Порт-Блера | Клімат Порт-Блера | Клімат Порт-Блера | Клімат Порт-Блера | Клімат Порт-Блера | Клімат Порт-Блера |
| Показник                | Січ.              | Лют.              | Бер.              | Квіт.             | Трав.             | Черв.             | Лип.              | Серп.             | Вер.              | Жовт.             | Лист.             | Груд.             | Рік               |
| Абсолютний максимум, °C | 38                | 37                | 39                | 38                | 38                | 37                | 33                | 36                | 32                | 32                | 37                | 36                | 39                |
| Середній максимум, °C   | 29,4              | 30,2              | 31,5              | 32,5              | 31,1              | 29,6              | 29,2              | 29,1              | 29,1              | 29,6              | 29,7              | 29,4              | 30                |
| Середня температура, °C | 26,3              | 26,4              | 27,4              | 28,6              | 27,9              | 27                | 26,8              | 26,7              | 26,4              | 26,7              | 26,8              | 26,5              | 27                |
| Середній мінімум, °C    | 23,1              | 22,5              | 23,2              | 24,7              | 24,7              | 24,4              | 24,3              | 24,2              | 23,7              | 23,7              | 23,9              | 23,6              | 23,8              |
| Абсолютний мінімум, °C  | 17                | 16                | 19                | 18                | 18                | 21                | 20                | 16                | 18                | 21                | 15                | 16                | 15                |
| Норма опадів, мм        | 40                | 20                | 10                | 60                | 360               | 480               | 400               | 400               | 460               | 290               | 220               | 150               | 2930              |
| ----------------------- | ----------------- | ----------------- | ----------------- | ----------------- | ----------------- | ----------------- | ----------------- | ----------------- | ----------------- | ----------------- | ----------------- | ----------------- | ----------------- |
| Джерело: Weatherbase    |                   |                   |                   |                   |                   |                   |                   |                   |                   |                   |                   |                   |                   |

## Історія
1789 року влада Бенгалії заснували виправну колонію на острові Четем у південно-східній затоці Великого Андамана, названу Порт-Блер, на честь лейтенанта Арчібальда Блера, британського морського офіцера з Британської Ост-Індської компанії. Через два роки колонію перенесли на північно-східне узбережжя Великого Андаману та перейменували у Порт-Корнуолліс, на честь адмірала Вільяма Корнуолліса. У колонії було багато захворювань та висока смертність, тому влада закрила колонію у травні 1796 року.
У 1896 році в Порт-Блері британська влада почала зводити в'язницю для дисидентів "Стільникову в'язницю". Вона отримала таку назву через розміщення в ній 693 лише одиночних камер. В 1969 році "Стільникова в'язниця" стала національним меморіалом. 
У 1940-х роках у Порт-Блері розташовувалася штаб-квартира Індійської національної армії під керівництвом Субхас Чандри Боса, з 1943 по 1945 роки територія була окупована Японією.
Місто постраждало від цунамі, викликаного грудневим землетрусом 2004 року, проте, достатньою мірою зберіглося і використовувався як база для надання допомоги потерпілим на архіпелазі.

## Населення
Згідно перепису 2011 року, у Порт-Блері проживало 100 608 осіб.

## Економіка
У місті розвинені суднобудування та рибальство, працює лісопереробний завод. Порт-Блер відомий також кустарними виробами з різних матеріалів (дерево, шкіра, метали).

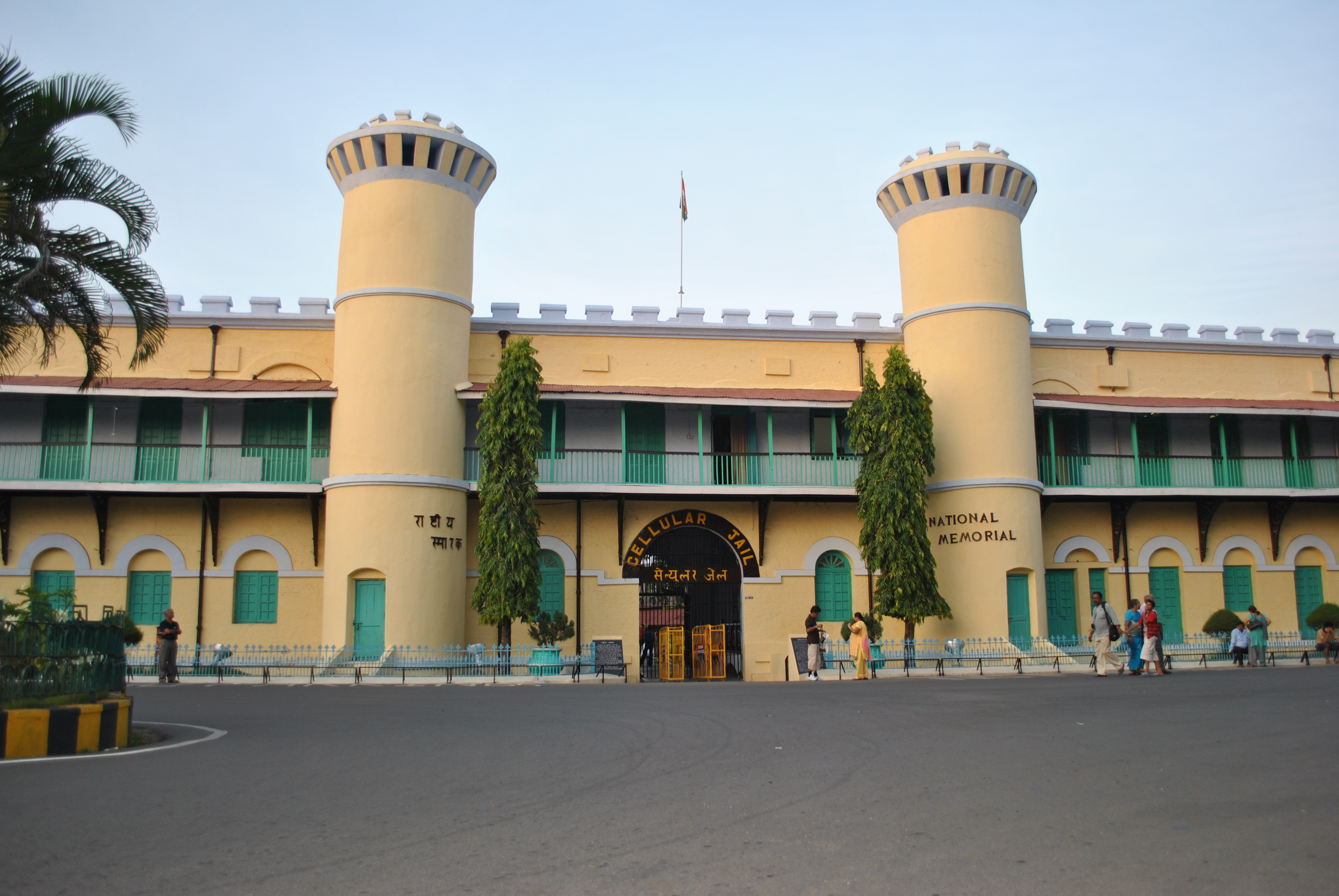
Національний меморіал "Стільникова в'язниця"

### Туризм
Порт-Блер популярний серед туристів, поруч з містом розташовані пляжі, у місті розташовані великий дайвінговий центр, а також антропологічний музей, музей лісу та морський музей. Будівля колишньої в'язниці для політичих в'язнів є національним меморіалом.